# Хотиевка (Семёновский район)
Хоти́евка (укр. Хотіївка) — село в Семёновском районе Черниговской области Украины. Население 462 человека. Занимает площадь 1,88 км².
Код КОАТУУ: 7424787001. Почтовый индекс: 15421. Телефонный код: +380 4659.

## Власть
Орган местного самоуправления — Хотиевский сельский совет. Почтовый адрес: 15421, Черниговская обл., Семёновский р-н, с. Хотиевка, ул. Озёрная, 81.